# Мальцовская, Мария
Мария Мальцовская (до замужества — Параскова) (русин. Марія Мальцовска, 5 мая 1951, с. Руски-Поток, Снинский район, Прешовский край, Чехословакия — 25 сентября 2010, Прешов, Словакия) — русинская писательница, публицистка, журналистка, редактор.

## Биография
После учёбы в средней школе-интернате в Гуменне поступила на философский факультет Университета Павла Иосифа Шафарика в Прешове, который окончила в 1975 году. Прошла научную стажировку в Литературно-научном институте Словацкой академии наук в Братиславе.
Затем работала редактором украинской прессы в газетах и журналах Словакии — «Дукля», еженедельнике «Нове життя», «Дружно вперед».
После 1989 года — одна из первых редакторов обновлённой русинской прессы. В 1991 году начала работать в редакции журнала «Русин», единственного в мире научного издания по истории коренного населения Карпатской Руси — русинов, и газеты «Народны новинкы», где трудилась до конца жизни.
С 2008 года преподавала курс русинской литературы с древних времён до современности в Институте русинского языка и культуры при Прешовском университете.
Член Союза русинских писателей Словакии.
Похоронена в родном селе Руски-Поток.

## Творчество
Мария Мальцовская — автор ряда повестей, рассказов и пьес на русинском языке. Занималась литературной обработкой и является составителем поэтического сборника многих русинских поэтов и писателей.

## Избранная библиография
- Юльчіна майна (1989, на украинском языке);
- Поточіна (1991, на украинском языке);
- Манна і оскомина (1994);
- Приповідкова лучка (книга сказок для детей, 1995);
- Під русиньскым небом (1998);
- Русиньскы арабескы (2002);
- Зелена фатаморґана (2007);
- Єдна встріча (2007) и др.
- Сто вызначных Русинів очами сучасників (в 2-х томах, 2007, 2009).

## Награды и премии
- М. Мальцовская — первая писательница Словакии, ставшая в 1999 году лауреатом престижной премии имени Александра Духновича, которую за достижения в развитии русинской литературы с 1997 года вручает Карпато-русинский исследовательский центр в Гласспорте (США).

- За книгу «Русиньскы арабескы» награждена премией Словацкого литературного фонда в Братиславе.